# Klaus-Dieter Kulbe
Klaus-Dieter Kulbe (* 6. Dezember 1938 in Leisnig, Deutsches Reich; † 4. Februar 2014 in Wien, Österreich) war ein deutscher Chemiker und Hochschullehrer.

## Leben
Klaus-Dieter Kulbe wurde am 6. Dezember 1938 in der Stadt Leisnig im Freistaat Sachsen geboren. Nach seiner Schulausbildung und der Ableistung seines Wehrdienstes studierte er Chemie an der Technischen Hochschule Hannover und schloss dieses Studium im Jahre 1967 als Diplom-Chemiker ab. Im Jahre 1969 promovierte er zu einem enzymtechnologischen Thema und erhielt daraufhin den Titel Dr. rer.nat.techn. Anfangs war er am Institut für Physiologische Chemie und Klinische Biochemie an der Medizinischen Hochschule Hannover mit Forschungsarbeiten im Fachgebiet der Enzymbiochemie und -technologie aktiv und setzte seine Tätigkeit später an der Medical Research Foundation im Protein Studies Laboratory in Oklahoma City im US-Bundesstaat Oklahoma fort. 1976 habilitierte er sich zunächst für das Enzymologie und im Jahre 1980 für das Fach Biologische Chemie. Von 1977 bis 1999 leitete er die Abteilung für Biomedizinische Verfahrenstechnik am Fraunhofer-Institut für Grenzflächen- und Bioverfahrenstechnik in Stuttgart und war parallel dazu auch für einige Jahre als Außerordentlicher Universitätsprofessor an der Universität Hohenheim tätig.
Nachdem er im Jahre 1991 auf den Lehrstuhl für Lebensmitteltechnologie an die Universität für Bodenkultur Wien (BOKU) berufen worden war, trat er ab 1993 auch als Vorstand des damaligen Instituts für Lebensmitteltechnologie in Erscheinung. In dieser Position, die er bis 2003 hielt, prägte er maßgeblich die Entwicklung dieses Studienbereichs an der BOKU. Im Laufe seiner Karriere hielt Kulbe zahlreiche Vorträge und Gastvorlesungen im In- und Ausland, was ihn mitunter zu einem national, wie international renommierten Experten im Bereich der Enzymtechnologie machte. So repräsentierte er unter anderem die österreichische Forschungslandschaft in der Arbeitsgruppe Applied Biocatalysis bei der European Federation of Biotechnology. Des Weiteren trat er als Koordinator zahlreicher Forschungsprojekte, darunter auch diverse EU-Projekte oder Projekte mit der Industrie, in Erscheinung. Zeitlebens wurde Kulbe vielfach geehrter und ist unter anderem Träger der Juraj Fándly-Medaille, die von der Slowakischen Akademie der Wissenschaften.
Am 4. Februar 2014 starb Kulbe nach kurzer, schwerer Krankheit 75-jährig in Wien und hinterließ seine Frau Ingrid Ursula. Er wurde feuerbestattet, mit einer Verabschiedung am 29. Oktober 2004 am Friedhof Neustift am Walde.